# Czarnuszka damasceńska
Czarnuszka damasceńska (Nigella damascena) – gatunek rośliny należący do rodziny jaskrowatych. W stanie dzikim występuje w Afryce Północnej, w Azji Zachodniej i na Kaukazie oraz w południowo-wschodniej i południowej części Europy. W Polsce jest rośliną uprawianą i dziczejącą z upraw (efemerofit).

## Morfologia

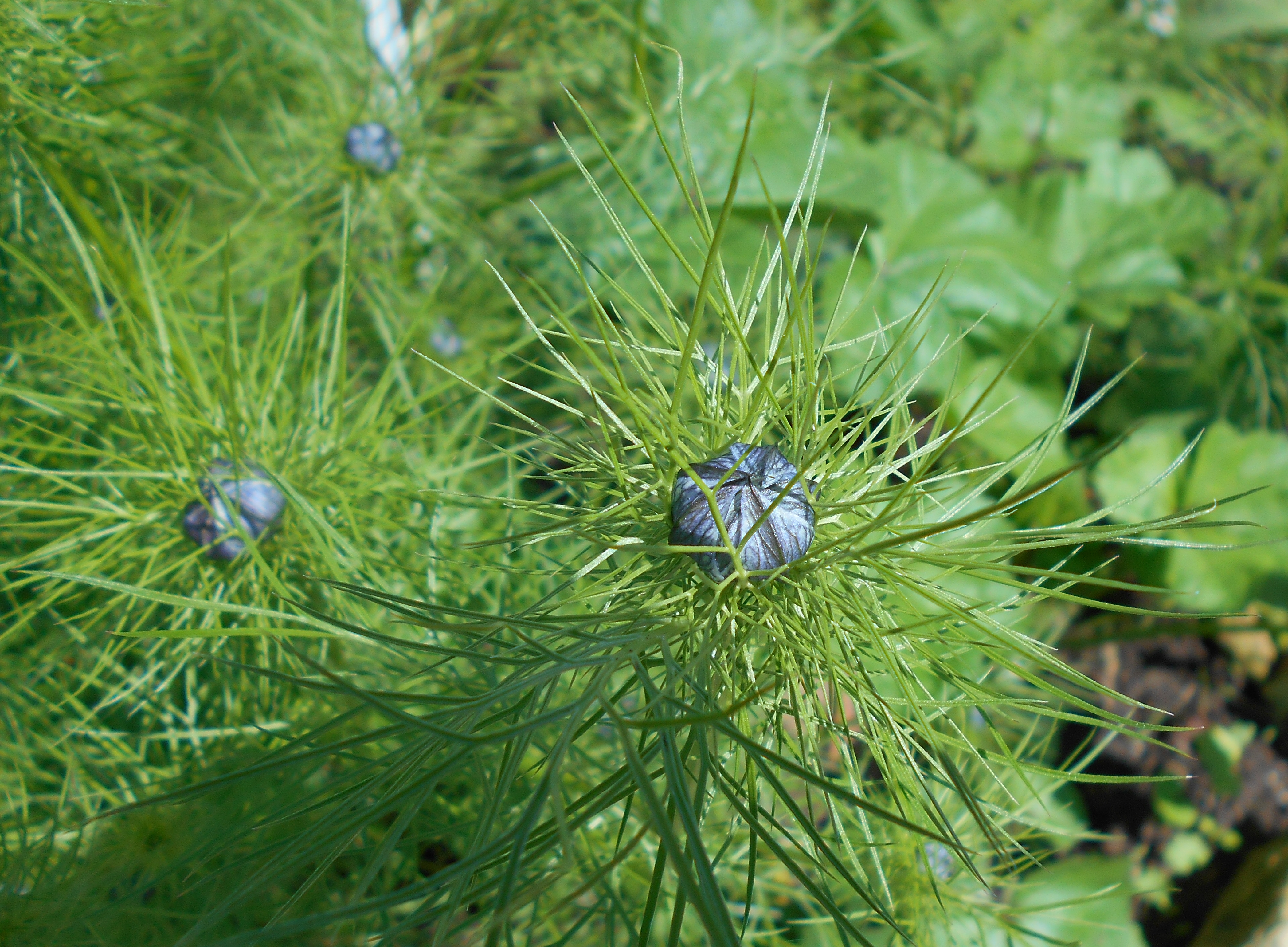
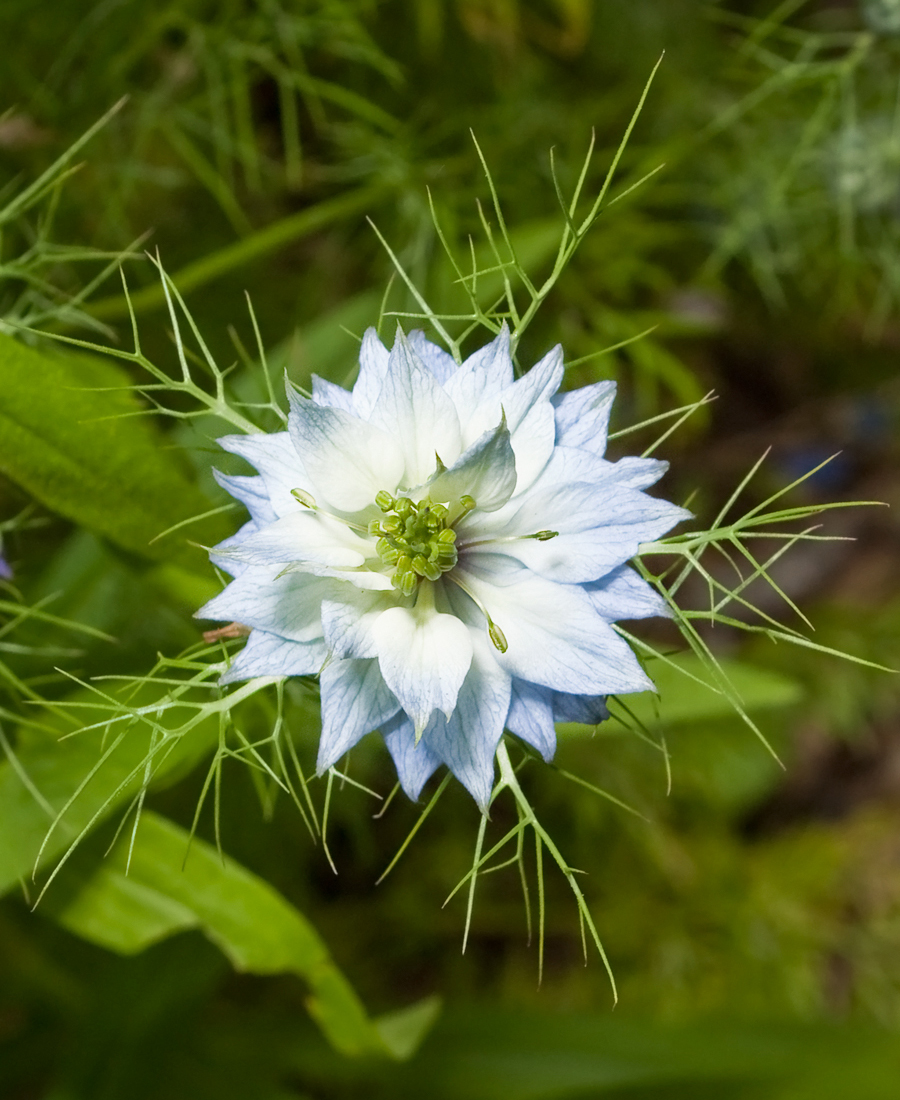
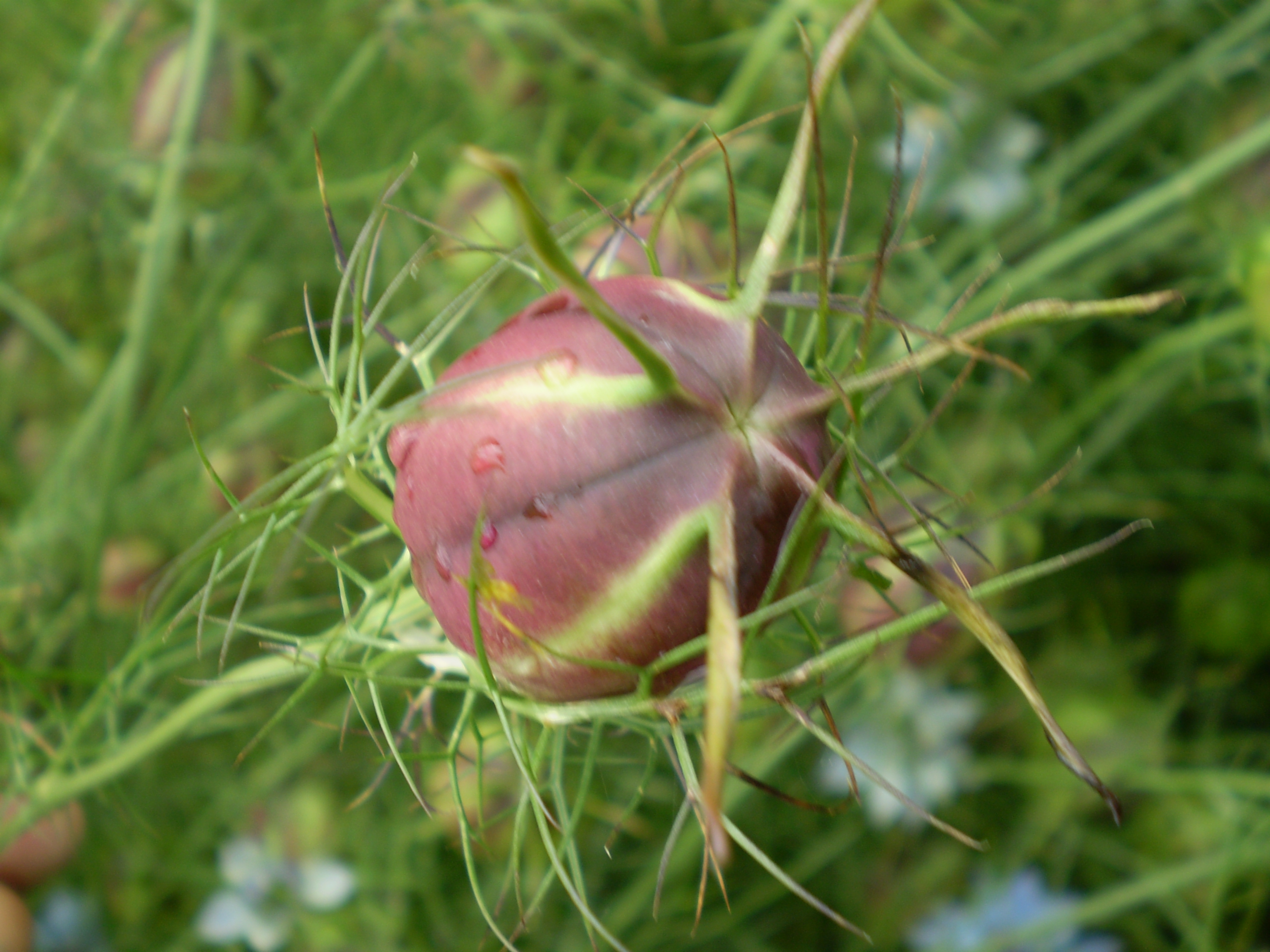

ŁodygaRozgałęziona, wzniesiona, o wysokości 20–40 cm.
LiścieUlistnienie skrętoległe, liście podwójnie pierzastosieczne o nitkowatych łatkach.
KwiatyDuże, promieniste, otoczone kilkoma wielokrotnie postrzępionymi liśćmi (pierzastosieczne przysadki). Są jasnoniebieskie, ale zdarzają się białe, a u ozdobnych odmian również w innych kolorach. Zewnętrzne listki okwiatu są zazębione i mają zielone zakończenia nerwów. Wewnątrz kwiatu znajdują się dwuwargowe miodniki, przy czym ich wewnętrzna warga jest jajowata i tępa.
OwocNagie i zrośnięte ze sobą mieszki o ścianach z wielkimi powietrznymi komorami. Początkowo są zielone, po dojrzeniu zmieniają kolor na brunatny.

## Biologia i ekologia
Roślina jednoroczna. Kwitnie od maja do sierpnia. Jest rośliną owadopylną i miododajną. Liczba chromosomów 2n= 12.

## Zastosowanie
- Roślina ozdobna uprawiana głównie na kwiat cięty do wiązanek, bukietów itd. Niektóre ozdobne kultywary, np. `Miss Jekyll` mają kwiaty pełne. Ozdobne są nie tylko kwiaty (w wazonie z wodą długo zachowują świeżość), ale również owoce i to głównie rośliny z owocami są wykorzystywane na kwiat cięty[7]. Może być też uprawiana na rabatach.
- Roślina lecznicza o podobnych własnościach leczniczych jak czarnuszka siewna.

## Uprawa
Jest łatwa w uprawie. Najlepiej rośnie na żyznej i przepuszczalnej glebie. Wymaga stanowiska w pełnym słońcu. Rozmnaża się ją wyłącznie przez nasiona, wysiewa się je jesienią lub wczesną wiosną, od razu na stałym stanowisku (źle bowiem znosi przesadzanie). Na ogół namnaża się też samorzutnie przez samosiew. Jeżeli nie uprawia się jej dla owoców, lecz tylko dla kwiatów, to po przekwitnięciu należy je usuwać, co powoduje wydłużenie ich okresu kwitnienia.